# Saint-Victoret
Saint-Victoret (okzitanisch Sant Victoret) ist eine südfranzösische Gemeinde mit 6689 Einwohnern (Stand 1. Januar 2022) im Département Bouches-du-Rhône.
Die Gemeinde Saint-Victoret liegt nordwestlich der Großstadt Marseille unmittelbar südöstlich des Flughafens Marseille Provence. Westlich liegt der große Binnensee Étang de Berre.
Saint-Victoret besteht aus dem gleichnamigen Ort sowie einem Teil der zwei Kilometer südöstlich gelegenen Ortschaft Pas des Lanciers, deren weiterer Teil zur Gemeinde Marignane gehört. Die beiden Gemeinden bildeten bis 2015 zusammen den Kanton Marignane. Seither gehört Saint-Victoret zum Kanton Vitrolles.
Unmittelbar im Nordosten des Ortes Saint-Victoret befindet sich die Stadt Vitrolles mit ausgedehnten Gewerbeflächen, im Südwesten schließt sich die Stadt Marignane an.

## Bevölkerungsentwicklung
| Jahr                       | 1962 | 1968 | 1975 | 1982 | 1990 | 1999 | 2007 | 2017 |
| Einwohner                  | 3605 | 4880 | 5436 | 5571 | 6047 | 6810 | 6530 | 6625 |
| Quellen: Cassini und INSEE |      |      |      |      |      |      |      |      |

## Verkehrsanbindung
Mit dem Auto ist die Gemeinde über die Anschlussstelle 30 (Vitrolles – Aéroport de Marignane) der Autoroute du Soleil (A7) erreichbar.
Genau auf der Gemeindegrenze befindet sich der Bahnhof Pas des Lanciers an der Strecke Arles-Vitrolles-Marseille, dem Schlussabschnitt der klassischen Bahnstrecke Paris–Marseille.
Der Flughafen Marseille Provence liegt direkt nebenan.

## Sonstiges
Der in unmittelbarer Nähe gelegene Flughafen Marseille sorgt für Beschäftigung und Geschäftsumsatz, aber auch für Lärmbelästigung.
Auf dem Place des Ecoles findet mittwochs und sonntags jeweils vormittags ein Wochenmarkt statt.